# عملیات پایه
عملیات پایه (ایتالیایی: Battaglia di Mezzo Agosto) عملیات بریتانیا برای حمل تدارکات به جزیره مالت، در اوت ۱۹۴۲ در طول جنگ جهانی دوم بود.